# Bliggspitze
Bliggspitze (tidigare Blickspitze) är en bergstopp i Österrike. Den ligger i distriktet Landeck och förbundslandet Tyrolen, i den västra delen av landet. Toppen på Bliggspitze är 3 454 meter över havet, eller 190 meter över den omgivande terrängen.
Den högsta punkten i närheten är Vordere Ölgrubenpitze, 3 456 meter över havet, sydväst om Bliggspitze.
Trakten runt Bliggspitze är permanent täckt av is och snö, dessutom finns kala bergstoppar.